# Kanton Montereau-Fault-Yonne
Kanton Montereau-Fault-Yonne (fr. Canton de Montereau-Fault-Yonne) je francouzský kanton v departementu Seine-et-Marne v regionu Île-de-France. Tvoří ho 25 obcí. Před reformou kantonů 2014 ho tvořilo 14 obcí.

## Obce kantonu
od roku 2015:
| - Barbey - La Brosse-Montceaux - Cannes-Écluse - Champagne-sur-Seine - Courcelles-en-Bassée - Écuelles - Épisy - Esmans - Forges - La Grande-Paroisse - Laval-en-Brie - Marolles-sur-Seine - Misy-sur-Yonne | - Montarlot - Montereau-Fault-Yonne - Moret-sur-Loing - Saint-Germain-Laval - Saint-Mammès - Salins - Thomery - Varennes-sur-Seine - Veneux-les-Sablons - Vernou-la-Celle-sur-Seine - Villecerf - Ville-Saint-Jacques |

před rokem 2015:
- Barbey
- La Brosse-Montceaux
- Cannes-Écluse
- Courcelles-en-Bassée
- Esmans
- Forges
- La Grande-Paroisse
- Laval-en-Brie
- Marolles-sur-Seine
- Misy-sur-Yonne
- Montereau-Fault-Yonne
- Saint-Germain-Laval
- Salins
- Varennes-sur-Seine